# Zuppa di datteri alla Lericina
La zuppa di datteri alla Lericina è il nome dato ad una zuppa preparata con frutti di mare a Lerici nella provincia della Spezia.
Il dattero di mare (Lithophaga lithophaga) è un mollusco bivalve che vive lungo le coste del Mediterraneo.
La ricetta della zuppa unisce i datteri puliti e ben lavati, con pomodori pelati, mezza cipolla imbiondita nell'olio di oliva, un bicchiere di vino bianco e crostini di pane.
Oggi, il dattero è una specie protetta con una legge che vieta la raccolta, in passato spesso intensiva, di questo mollusco. Per non privare i buongustai di questo prodotto si stanno tentando diversi progetti di allevamento, in cui i datteri verranno messi a dimorare in appositi blocchi di cemento, la cui distruzione al momento della raccolta non causerà alcun danno ecologico o paesaggistico.